# Hallenberg
Hallenberg là một thị xã ở huyện Hochsauerland thuộc bang Nordrhein-Westfalen, nước Đức. Đô thị Hallenberg có diện tích 65,36 km².
Hallenberg có cự ly khoảng 15 km về phía đông nam của Winterberg và 35 km về phía bắc của Marburg.

## Các khu vực giáp ranh
- Allendorf
- Bad Berleburg
- Bromskirchen
- Frankenberg
- Lichtenfels
- Medebach
- Winterberg

### Các khu vực dân cư
Hallenberg bao gồm 4 khu dân cư:
- Hallenberg (2660 dân)
- Braunshausen (350 dân)
- Liesen (780 dân)
- Hesborn (1060 dân)